# ریو مایور
ریو مایور یکی از شهرستانهای کشور پرتغال است
این شهرستان دارای مساحت کیلومترِمربع و جمعیت ۲۱۶۲۱ نفر است.